# Schaper-Krupp-Reichsbahn

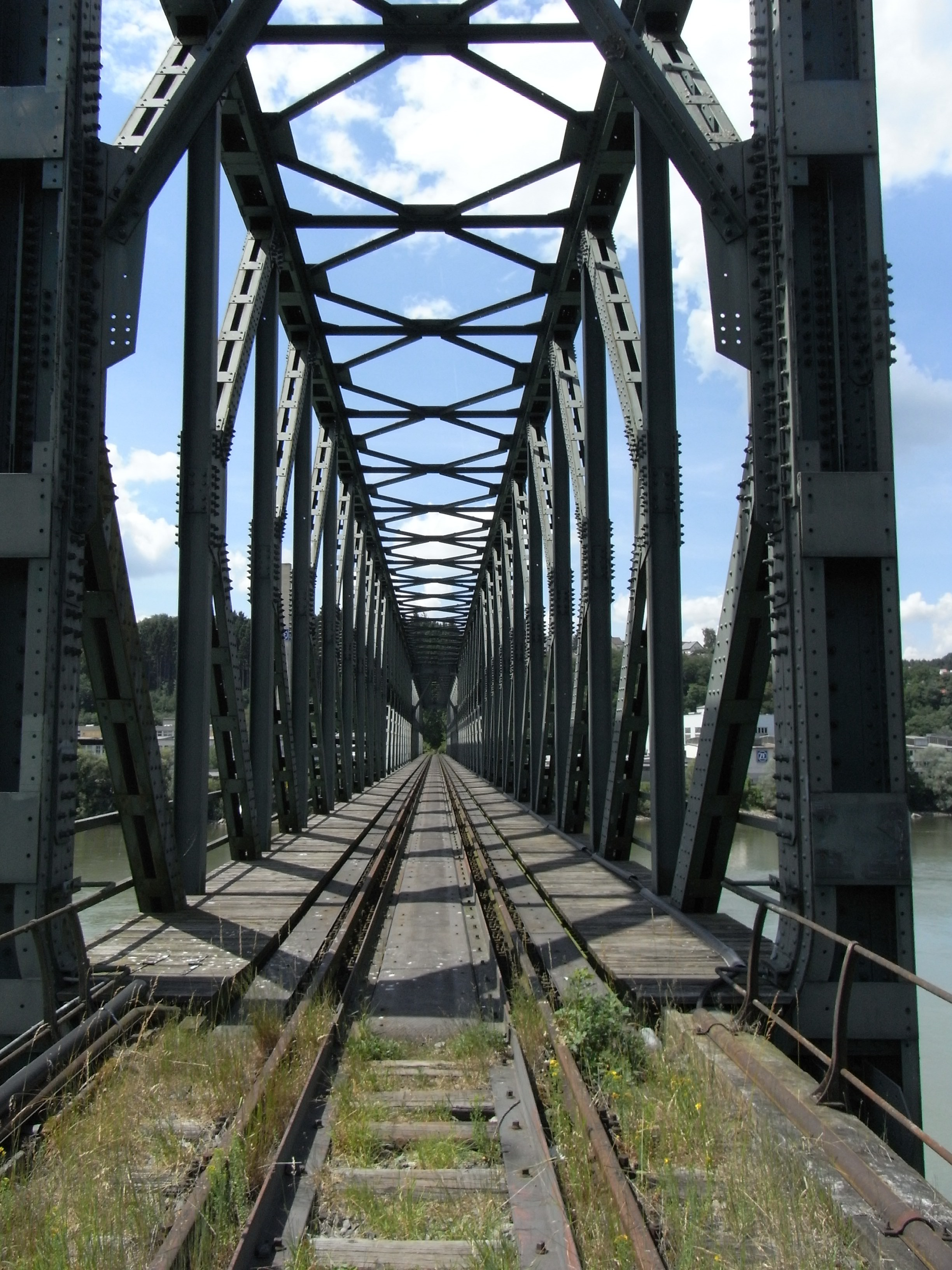
SKR-Brücke: Kräutelsteinbrücke bei Passau

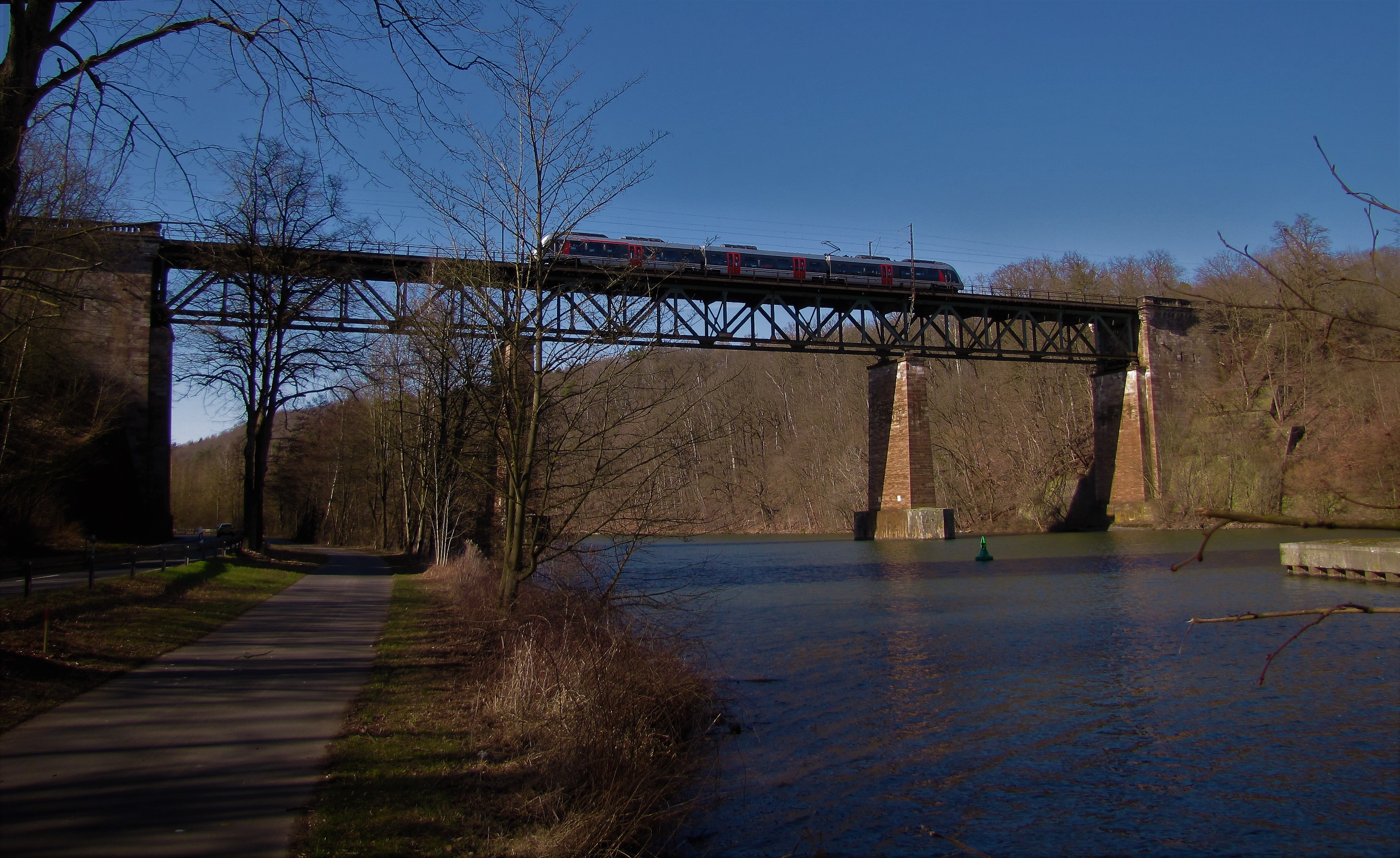
Fuldatalbrücke Kragenhof in SKR-Bauweise

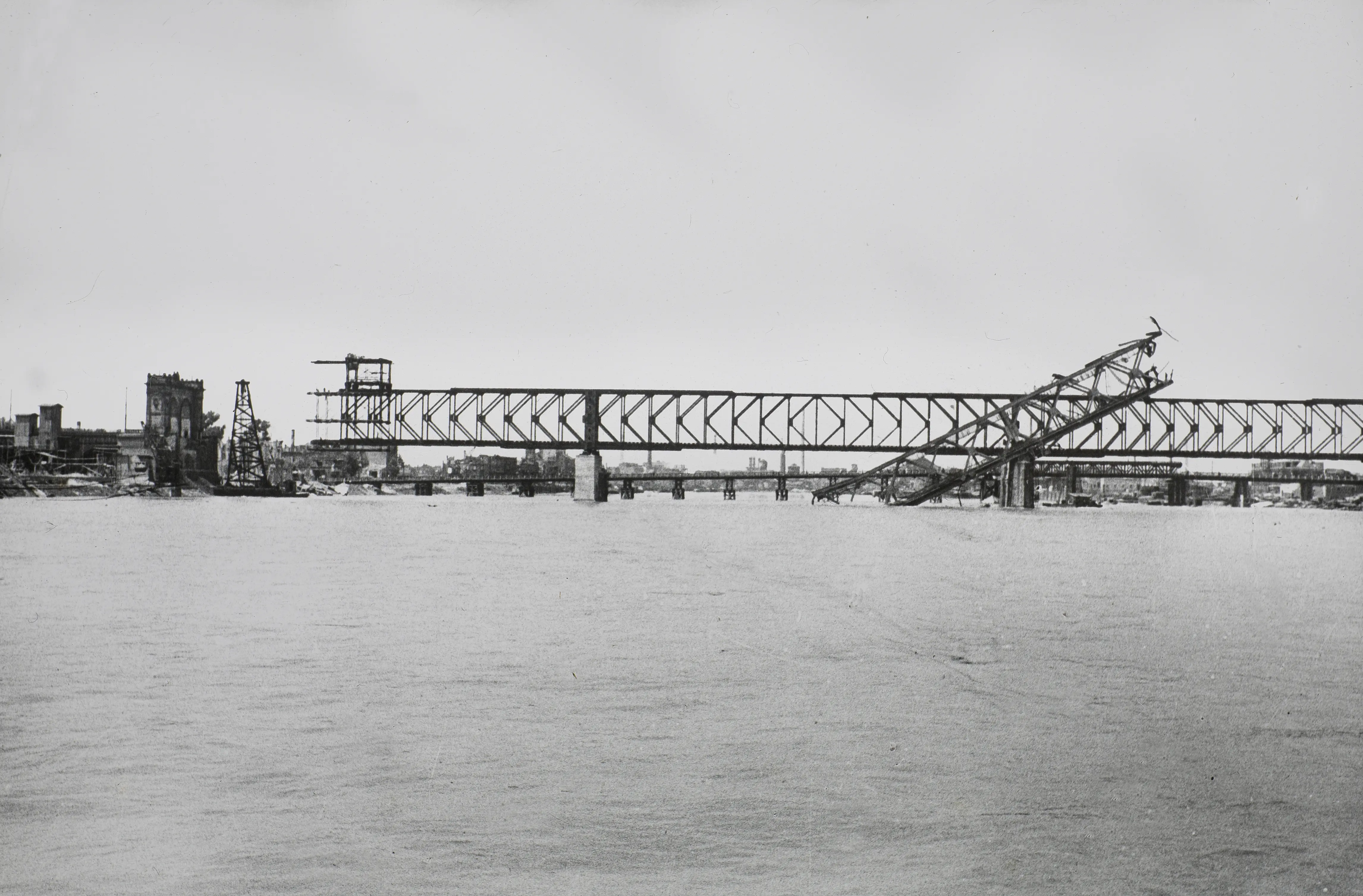
SKR-Brücke Mannheim 1946, dahinter die Notbrücke von 1945

Schaper-Krupp-Reichsbahn-Brücke (SKR) ist ein schnell aufstellbares Behelfs- oder Notbrücken-System, um zerstörte Eisenbahnbrücken zu ersetzen.

## Geschichte
Solche Behelfsbrücken wurden seit der Mitte des 19. Jahrhunderts – vor allem für militärische Zwecke – entwickelt. Im Zweiten Weltkrieg konzipierte der Ingenieur Gottwalt Schaper zusammen mit der Friedrich Krupp AG eine solche standardisierte Fachwerkbrücke, die nach ihm und der Friedrich Krupp AG als Schaper-Krupp-Reichsbahn-Brücke – meist nur mit der Abkürzung „SKR“ – bezeichnet, zunächst im Krieg und anschließend als Behelf für zahlreiche kriegszerstörte Brücken eingesetzt wurde. 
Zwischen 1945 und 1950 wurden mit dem System 39 Brücken in einer Gesamtlänge von 5200 Metern errichtet. 

## Vergleichbare Systeme
Vergleichbare Systeme waren (in der Regel handelt es sich um Fachwerkbrücken):
- in Deutschland: Roth-Waagner-Brückengerät (RW),
- in Frankreich
  - ein von Gustave Eiffel entwickeltes System,
  - Wendling-Seibert und
  - Bonnet-Schneider (Vollwandträger),
- in Großbritannien: Bailey-Brücke.[1]